# Langensendelbach

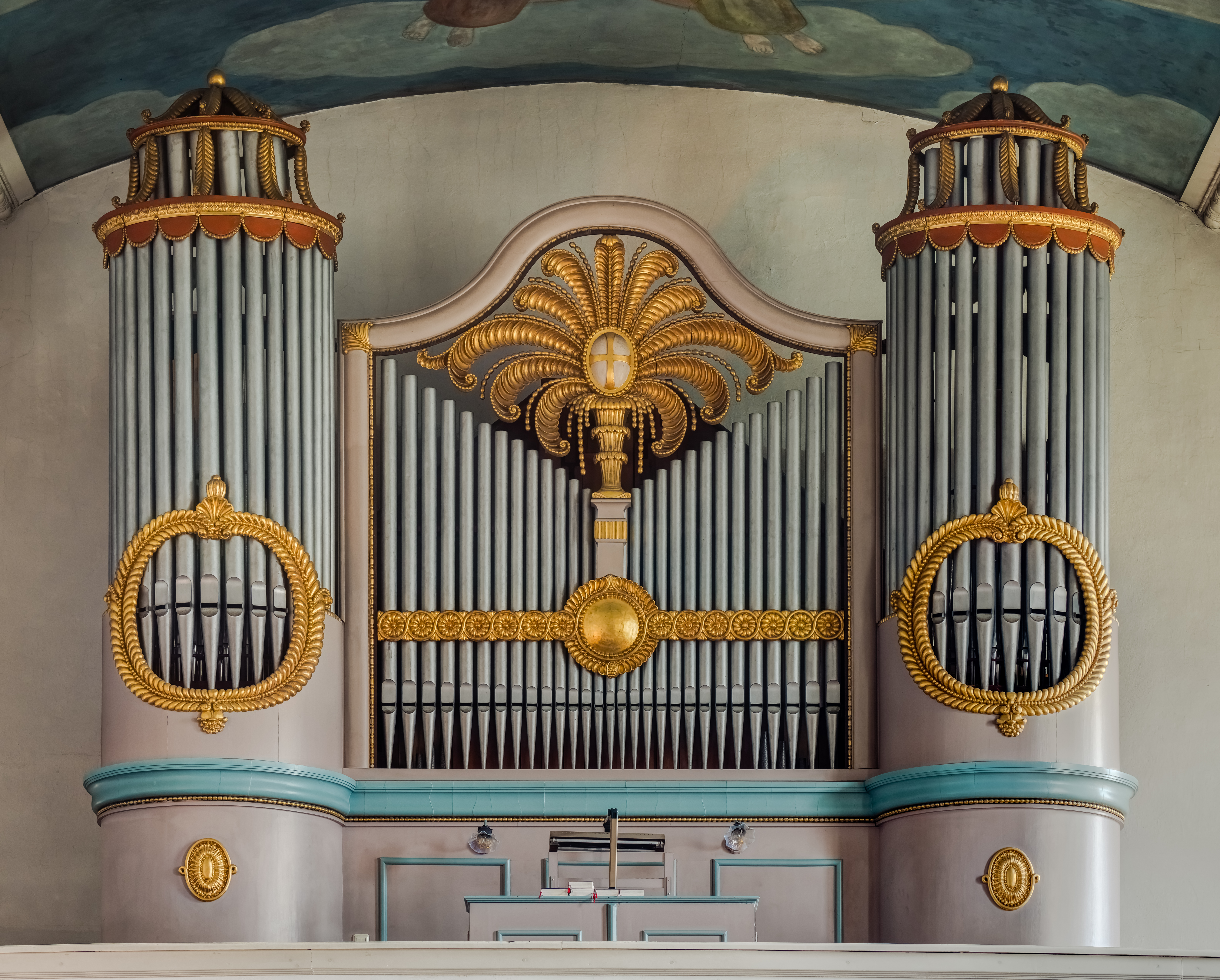
L'orgue de l'église Saint Pierre et Paul à Langensendelbach. Photo janvier 2020.

Langensendelbach est une commune de Bavière (Allemagne), située dans l'arrondissement de Forchheim, dans le district de Haute-Franconie.

## Histoire
Langensendelbach a été mentionnée pour la première fois dans un document officiel en 1062.